# 非常大总统 (电影)
非常大总统，中國的彩色故事片，1986年由上海电影制片厂出品。

## 制作人员
- 导演：孙道临
- 美术：葛师承、吴伟飞

## 演员名单
- 孙道临饰孙中山
- 张晓敏饰宋庆龄
- 吴　雪饰伍廷芳
- 李定保饰陈炯明
- 谢伟雄饰邓　铿
- 严　翔饰胡汉民
- 张鸿鑫饰廖仲恺

## 故事梗概
描述孫中山從在廣州軍政府就任非常大總統，到實行第一次國共合作，準備北伐的這段故事。